# Arboretum de Puéchagut
El Arboretum de Puéchagut es un arboreto, ubicado en el sureste de Francia de una extensión total de unas 20 hectáreas. Se encuentra en el flanco sur de la «montagne du Lingas» en el macizo de Aigoual, en la proximidad de Bréau-et-Salagosse, en Gard, en el límite departamental con Lozère, en el parque nacional de las Cevenas. El acceso es gratuito en todo el año.  

## Historia
Fue creado en 1890 por Charles Henri Marie Flahault (1852–1935) y  Georges Fabre como una estación experimental con vista a la reforestación del "Forêt Domaniale de l'Aigoual" con especies exóticas.  
Está administrado por la « Office national des forêts».

## Colecciones
El arboreto está cruzado por diferentes sendas de paseo donde se pueden observar árboles maduros de araucarias y Sequoiadendron giganteum.

## Actividades
Además de actividades educativas, las actividades que aquí se realizan van encaminadas a:
- La conservación de las especies amenazadas,
- Al estudio científico de las necesidades para el mejor desarrollo de las especies que aquí se encuentran,
- A la conservación de los suelos y recuperación de las zonas degradadas y erosionadas,
- A la adaptación de especies foráneas con vistas a ampliar las especies cultivables de la región.